# Derry, Pennsylvania
Derry là một thị trấn thuộc quận Westmoreland, tiểu bang Pennsylvania, Hoa Kỳ. Năm 2010, dân số của thị trấn này là 2688 người.